# Funko

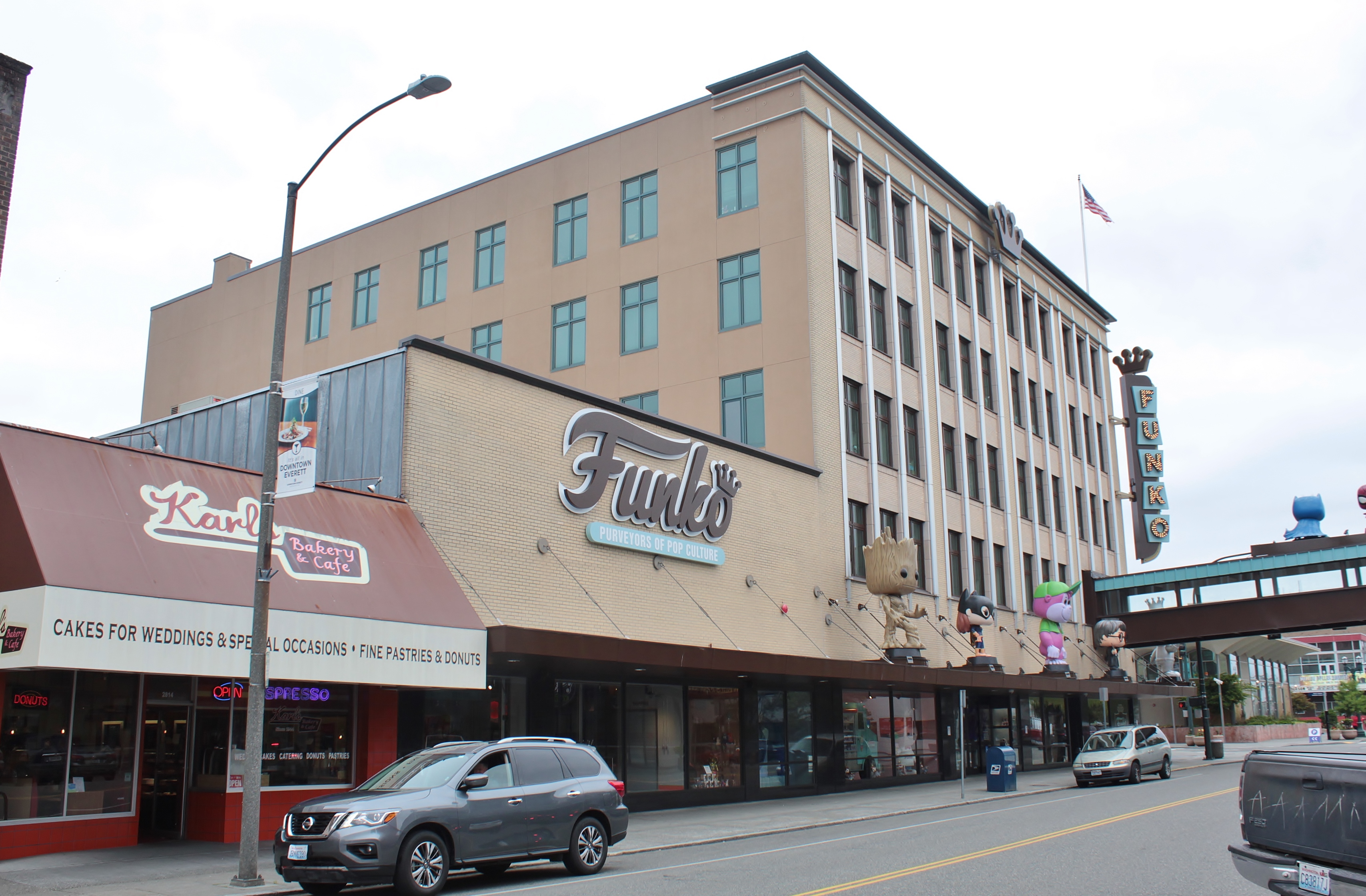
Funko-Hauptsitz

Funko ist ein US-amerikanischer Spielwarenhersteller aus Everett, Washington.

## Geschichte
Das Unternehmen wurde 1998 vom Spielzeugsammler Mike Becker gegründet. Die ersten Produkte waren nostalgische Wackelkopf-Figuren. Lizenzierte Produkte waren Wackelfiguren von Austin Powers oder Tony the Tiger. 2005 verkaufte Becker das Konzept an Brian Mariotti, der das Lizenzgeschäft wesentlich ausbaute.
Ab 2011 kamen die Pop!-Figuren im Chibi-Stil auf den Markt. Diese zeichnen sich durch ihre markanten, blockartigen Köpfe, winzigen Körper und großen, runden meist schwarzen Augen aus. Es entstanden tausende von Lizenz-Figuren, beispielsweise von Game of Thrones, Disney, Marvel, Star Wars, Harry Potter und Film- und Musikgrößen. 
Seit 2017 wird das Unternehmen an der NASDAQ gelistet.